# Coquillettidia microannulata
Coquillettidia microannulata är en tvåvingeart som först beskrevs av Theobald 1911.  Coquillettidia microannulata ingår i släktet Coquillettidia och familjen stickmyggor. Inga underarter finns listade i Catalogue of Life.